# کالمن کواچ
کالمن کواچ (مجاری: Kálmán Kovács؛ زادهٔ ۱۱ سپتامبر ۱۹۶۵) بازیکن فوتبال اهل مجارستان بود.
از باشگاه‌هایی که در آن بازی کرده‌است می‌توان به باشگاه فوتبال اوسر، باشگاه فوتبال آپوئل، باشگاه فوتبال والنسین، باشگاه فوتبال بوداپست هونود، و باشگاه فوتبال رویال آنتورپ اشاره کرد.
وی همچنین در تیم ملی فوتبال مجارستان بازی کرده‌است.